# 나카야마 리쿠
나카야마 리쿠(일본어: 中山 陸, 2001년 1월 22일~)는 일본의 축구 선수이다.

## 구단 경력
그는 2018년 J2리그의 방포레 고후에 입단했다. 2021년 7월 J3리그의 카탈레 도야마로 임대 이적했다. 2022년 방포레 고후로 복귀했다. 2022년 8월 J3리그의 마쓰모토 야마가 FC로 임대 이적했다. 2023년 방포레 고후로 복귀했다.